# Cryptantha
- Commons
- Wikispecies

Cryptantha é um gênero de plantas pertencente à família Boraginaceae.